# Fischers Park (Hamburg-Ottensen)
Fischers Park (auch Fischerspark, umgangssprachlich auch Fischi genannt) ist eine Parkanlage im Hamburger Stadtteil Ottensen.

## Anlage
Der Park ist rechteckig und wird von den Straßen Elbchaussee, Fischers Allee, Eggersallee und Bernadottestraße umgeben. In der Nähe befinden sich zudem der Friedhof Bernadottestraße sowie der Rosengarten. Wie andere Parks in Hamburg verfügt auch dieser über einen Spielplatz, jedoch auch ein Basketballfeld ist im Park anzutreffen. Des Weiteren befindet sich im Zentrum des Parks eine Wiese.
Von 2021 bis 2022 wurde der Park saniert. Die Sanierung kostete rund eine Million Euro und umfasste zudem eine Erweiterung des Spielplatzes im Park.
Früher befand sich an der Stelle des Parks die Donner-Weide.

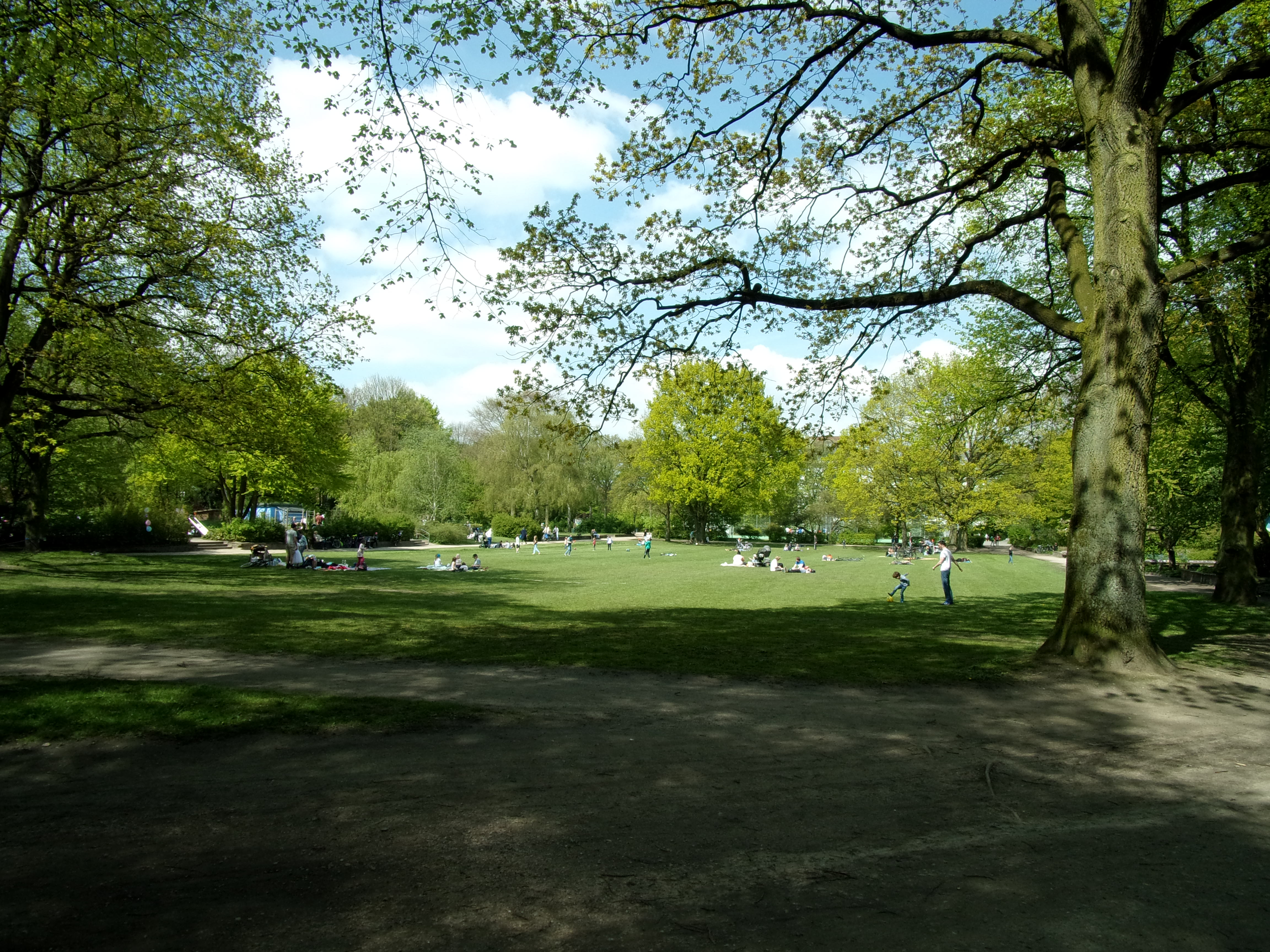
Die Wiese inmitten des Parks

## Verkehrsanbindung
Nördlich des Parks hält die Hamburger Metrobuslinie 15. Bis zum Museumshafen Övelgönne sind es rund 350 Meter. Die nächste Bahnstation ist der Bahnhof Altona, der nach einem Fußweg von einem Kilometer erreichbar ist.